# Вильнюсская частная гимназия Марины Мижигурской
Вильнюсская русская частная гимназия Марины Мижигурской — негосударственная общеобразовательная школа дневного самостоятельного обучения в Вильнюсе. Осуществляет программы начального, основного, среднего и самостоятельного обучения на русском и литовском языках.

## История
Вильнюсская школа общего образовании Марины Мижигурской является первой частной школой в Литве, была учреждена в 1993 г.
В 2000 г. школа переименовалась в частную школу Марины Мижигурской, а в 2013 г. стала русской частной гимназии Марины Мижигурской.
4 премии фонда Сороса.

## Данные
Находится по адресу ул. Даржялё, 7 (Ново-Вильня). Код учреждения 191713199.
Учредитель гимназии Марина Мижигурская является и директором гимназии.